# Тхинала
Тхинала (груз. თხინალა) — село в Грузии, на территории Горийского муниципалитета края (мхаре) Шида-Картли.

## География
Село находится в центральной части Грузии, на правом берегу реки Тхинала (правый приток Таны), на расстоянии приблизительно 17 километров (по прямой) к юго-западу от города Гори, административного центра муниципалитета. Абсолютная высота — 1325 метров над уровнем моря.

## Население
По результатам официальной переписи населения 2014 года в Тхинале проживал один человек грузинской национальности.
| Год  | Население, человек |
| ---- | ------------------ |
| 2002 | 2                  |
| 2014 | ↘ 1                |